# تشيسو فلوريس
تشيسو فلوريس (2 يونيو 1988 بتوريس فيدراس في البرتغال - ) هو لاعب كرة قدم برتغالي في مركز الدفاع. لعب مع موريرينسي ونادي أونياو دا ماديرا ونادي ديبورتيفو داس أيفيس وجي. دي. توريزينسي ‏ وF.C. Pampilhosa ‏ وS.C.U. Torreense ‏ وPSFC Chernomorets Burgas ‏ وF.C. Infesta ‏ ونادي بورتيمونينسي.

## روابط خارجية
- تشيسو فلوريس على موقع Soccerway.com (الإنجليزية)
- تشيسو فلوريس على موقع AS.com (الإسبانية)